# José Luis Piquín
José Luis Piquín Irastorza (San Sebastián, Guipúzcoa, España, 22 de junio de 1928 — 3 de octubre de 2008) fue un futbolista español. Se desempeñaba en posición de centrocampista.

## Clubes
| Club                  | País   | Temporada |
| --------------------- | ------ | --------- |
| Real Unión Club       | España | ¿? - ¿?   |
| R. C. D. Español      | España | 1948-1956 |
| Real Valladolid C. F. | España | 1957-1958 |